# سالار

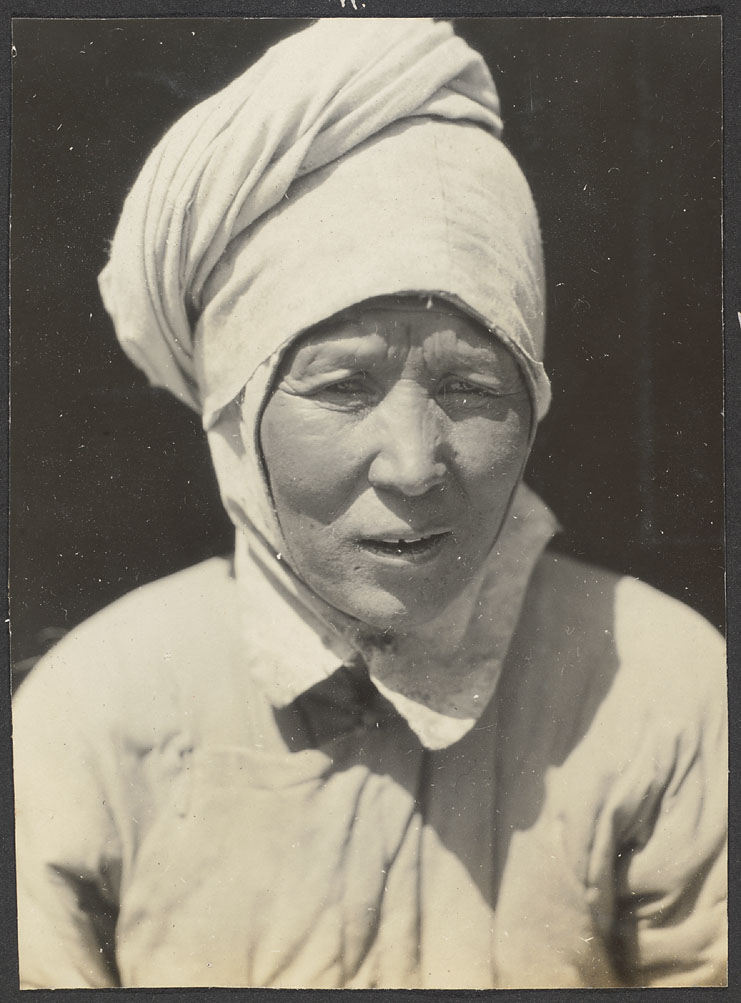
امرأة سالارية عام 1933

قومية سالار (بالصينية: 撒拉族) هي أصغر الأقليات المسلمة العشر في الصين، إذ لا يتجاوز تعدادها مئة ألف نسمة يقطنون في مقاطعة تشين خاي شمال غرب الصين، وتتمتع بلدتهم شونهوا بالحكم الذاتي.
وفي الصين 56 قومية منها الهان ومان ومنغوليا وهوي والتبت وتشوانغ ومياو ويي. ومن بين هذه القوميات الستة والخمسين عشرة قوميات تعتنق الإسلام، هي قومية هوي وقومية الويغور وقومية القازاق وقومية دونغشيانغ وقومية القيرغيز وقومية سالار وقومية الطاجيك وقومية الأوزبك وقومية باوان وقومية التتار.
في الصين تستخدم لفظة (هو) والتي تشير إلى كل القوميات غير قومية الهان في شمال وغرب الصين القديمة.
تستوطن قومية سالار وهم من الأوغوز ( الترك) محافظة شونهوا الذاتية الحكم لقومية سالار بمقاطعة تشينغهاي، ويبلغ عدد أبنائها حوالي 90 ألف نسمة، ولها لغتها الخاصة - لغة سالار، ولكنها ليست مكتوبة، لذلك تستخدم لغة هان في الكتابة. جاء أسلاف أبناء قومية سالار من آسيا الوسطى برئاسة قائد يدعي "قا له مانغ"، واستوطنوا شونهوا، وتزوجوا وتعايشوا مع السكان المحليين من قومية التبت وقومية هان، حتى تشكل جزء رئيسي من قومية سالار. والمهنة الرئيسية لأبناء قومية سالار هي الزراعة، وأيضاً يمارسون تربية المواشي والبستنة كأعمال جانبية. ويحافظ مسلمو قومية سالار على كثير من الروايات الشعبية الرائعة، و(أوبرا الإبل) التقليدية التي تمثل تاريخ هجرة أسلاف قومية سالار من آسيا الوسطى إلى شونهوا، وهي شائعة على نطاق واسع بين أبناء القومية ات هوي ودونغشيانغ.

## وصلات خارجية
- أقلية السالار الإثنية (موقع الحكومة الصينية)